# Øvre Stjørdals kommun
Øvre Stjørdals kommun (norska: Øvre Stjørdal kommune) var en kommun i dåvarande Nord-Trøndelag fylke i Norge. Kommunen omfattade den östra delen av nuvarande Stjørdals kommun samt hela nuvarande Meråkers kommun och gränsade till Sør-Trøndelag fylke i söder samt Jämtlands län i Sverige i öster. Byn Hegra utgjorde kommunens centralort.

## Administrativ historik
Øvre Stjørdals kommun upprättades 1850 när den dåvarande kommunen Stjørdalen delades i två och de båda kommunerna Nedre Stjørdal respektive Øvre Stjørdal bildades. Kommunen hade 5 100 invånare vid upprättandet.
Den 1 januari 1874 delades kommunen i två och de båda kommunerna Hegra respektive Meråker bildades. Den gamla kommunen hade vid delningen totalt 5 270 invånare.